# Schinnen
Schinnen (limburguès Sjènne) és un municipi de la província de Limburg, al sud-est dels Països Baixos. L'1 de gener del 2009 tenia 13.520 habitants repartits sobre una superfície de 24,13 km² (dels quals 0,05 km² corresponen a aigua). Limita al nord amb Sittard-Geleen i Selfkant, a l'est amb Onderbanken i al sud amb Beek, Nuth, Brunssum i Heerlen. És regat pel Geleenbeek, un afluent del Mosa.

## Centres de població
| Neerlandès     | Limburguès    | Població |
| Oirsbeek       | Oeësjbik      | 3850     |
| Schinnen       | Sjènne        | 2970     |
| Puth           | Pöt           | 1990     |
| Amstenrade     | Awstroa       | 1770     |
| Doenrade       | Doonder       | 1140     |
| Hommert *      | Hómmert       | 860      |
| Sweikhuizen    | Zjweikese     | 620      |
| Thull          | Thöl          | 170      |
| Klein-Doenrade | Klein-Doonder | 160      |
| Daniken **     | Danèke        | 50       |
| (Font: CBS)    |               |          |

## Administració
El consistori municipal consta de 15 membres, format des del 2006 per:
- CDA, 5 regidors
- Vernieuwingsgroep, 4 regidors
- PvdA, 3 regidors
- CALS, 2 regidors
- VVD, 1 regidor